# 美年达
美年达（英語：Mirinda）是一个最初于1959年在西班牙创立软饮料品牌，如今由百事可乐（PepsiCo）持有，并在全球分销。它的名字可能来自世界语，意思是“令人钦佩”（admirable）或“令人惊叹”（amazing）。
美年达的口味包括有苹果、葡萄、橙、草莓、百香果、鳳梨、葡萄柚、香蕉等，以橙味作為主要口味。在中東部分地區更有一種特製的「柑橘」口味。
美年达自1970年起由百事可乐（PepsiCo）所拥有，並擴展至美国以外的地区。競爭對手是可口可乐的芬达、碧域的Tango、Dr Pepper Snapple Group的Crush和新奇士。与大部分汽水品牌一样，美年达會根據不同市場推出不同的口味。

## 历史
美年达原產於西班牙。它于2003年底於美国上市，並以較低的价格与可口可乐的芬达竞争。自2005年以来，美年达在美国發售的產品主要以Tropicana Twister Soda名義發售（取代Slice，除关岛）。在关岛，百事可乐公司于2007年开始以該品牌名義發售（取代Chamorro Punch Orange）。
美年达曾在1996年末在巴西上市，但因销售不暢于1998年停产，以恢復当地品牌Sukita取代。
在意大利，它以Slam名義發售。